# Antonio Mosto (destroyer)
Pour les articles homonymes, voir Antonio Mosto.
Le Antonio Mosto (fanion « MO » et plus tard « MT » et « M5335 ») était un destroyer (puis, plus tard, un torpilleur) italien, de la classe Rosolino Pilo, lancé en 1914 pour la Marine royale italienne (en italien : Regia Marina).

## Conception et description
Ces navires avaient une longueur totale de 73 mètres, une largeur de 7,3 mètres et un tirant d'eau de 2,7 mètres. Ils déplaçaient 672 tonnes à charge normale, et 720  tonnes à pleine charge. Leur effectif était de 69 officiers, sous-officiers et marins.
Les Rosolino Pilo étaient propulsés par deux turbines à vapeur, chacune entraînant un arbre d'hélice et utilisant la vapeur fournie par quatre chaudières. La puissance nominale des turbines était de 16 000 chevaux-vapeur (11 700 kW) pour une vitesse de 30 nœuds (55 km/h) en service. Ils avaient une autonomie de 1 440 milles nautiques (2 660 km) à une vitesse de 13 nœuds (24 km/h). Ils transportaient 128 tonnes de naphte.
Leur batterie principale en 1918 était composée de 5 canons Schneider Modèle 1914 de 102/35 mm. La défense antiaérienne (AA) des navires de la classe Rosolino Pilo était assurée par 1 canon simple Vickers-Armstrong QF 2 lb de 40/39 mm. Ils étaient équipés de 4 tubes lance-torpilles de 450 millimètres dans deux supports doubles au milieu du navire.

## Construction et mise en service
Le Antonio Mosto est construit par le chantier naval Pattison à Naples en Italie, et mis sur cale le 9 octobre 1913. Il est lancé le 20 mai 1915 et est achevé et mis en service le 7 juillet 1915. Il est commissionné le même jour dans la Regia Marina.

## Histoire de service
Quelques semaines après son entrée en service, dans la nuit du 12 au 13 août 1915, le Antonio Mosto est envoyé, avec son navire-jumeau (sister ship) Abba et le destroyer français Bisson, à la recherche d'un sous-marin austro-allemand - le U-boot U 3 - qui avait attaqué sans succès le croiseur auxiliaire Città di Catania à l'est de Brindisi. Disposées selon un schéma radial, les trois unités suivent d'abord la route entre le point d'embuscade et Kotor, la base austro-hongroise, puis elles se dirigent en zigzag vers le nord et ensuite vers le sud . À 4h52 le 13 août, le Bisson a repéré le U-boot qui navigue en surface à cause d'une panne, et le coule à coups de canon.
Le 29 décembre 1915, le Mosto prend part à un affrontement naval qui sera connu plus tard sous le nom de bataille de Durrës, et qui se termine par le naufrage de deux destroyers austro-hongrois (SMS Lika et SMS Triglav) sur des mines et par les dommages mineurs, lors d'une escarmouche, de quelques croiseurs éclaireurs italiens, britanniques et autrichiens. Le Mosto ne joue pas un rôle majeur dans la bataille.
Le 13 juin 1916, le Mosto, sous le commandement du lieutenant de vaisseau (tenente di vascello) Menini, escorte et soutient, avec les destroyers Audace, Rosolino Pilo et Pilade Bronzetti, les vedettes-torpilleurs MAS 5 et 7 (Motoscafo armato silurante) qui, remorqués par les torpilleurs 35 PN et 37 PN, attaquent sans succès - faute d'embarcations d'amarrage - le port de San Giovanni di Medua, aux mains des autrichiens, et se replient sous un feu d'artillerie qui ne cause aucun dommage.
Dans la nuit du 25 au 26 juin, le Mosto, avec les destroyers Abba et Nievo, fournit une escorte rapprochée aux MAS 5 et 7, qui, remorquant respectivement les torpilleurs 36 PN et 34 PN, attaquent le navire austro-hongrois au mouillage à Durrës. À 00h15, les deux MAS larguent leur remorque à 2,5 milles nautiques (4,6 km) de la cible, à 1h45 ils lancent leurs torpilles et à 2h40 ils rejoignent la formation dont fait partie le Nievo et rentrent à la base. Lors de l'attaque, le vapeur Sarajevo (1 111 tonneaux de jauge brute (tjb)) est coulé.
En décembre 1916, le navire est au travail à Brindisi.
Dans la nuit du 14 au 15 mai 1917, le canal d'Otrante fait l'objet d'une double attaque austro-hongroise visant à la fois à détruire les dériveurs, bateaux de pêche armés patrouillant le barrage anti-sous-marin du canal d'Otrante, et, à titre de diversion, à détruire un convoi italien à destination de l'Albanie. À 4h50 le 15 mai, à la suite de la nouvelle de ces attaques, le Mosto est envoyé avec le destroyer Acerbi et le croiseur léger britannique HMS Bristol (1910), en direction du nord-est pour intercepter la formation navale ennemie. Vers 8h10, lors d'un premier engagement, le croiseur éclaireur Aquila (une des nombreuses unités envoyées à la poursuite du HMS Bristol, Mosto et Acerbi) est immobilisé. Vers 9h05, alors que les trois croiseurs éclaireurs austro-hongrois Saida, Helgoland et Novara se dirigent vers le Aquila endommagé, le croiseur britannique HMS Dartmouth (1911), le HMS Bristol, le Mosto et le Acerbi se placent entre le navire immobilisé et les navires ennemis, ouvrant le feu à 9h30, à 8 500 mètres. Les trois navires autrichiens se replient vers le nord-ouest et la formation anglo-italienne les poursuit à des distances comprises entre 4 500 et 10 000 mètres, en continuant à tirer. Tous les grands navires sont endommagés dans la bataille, mais la formation dont fait partie le Mosto doit interrompre l'action et s'éloigner à 12h05, car, arrivés près de la base austro-hongroise de Kotor, le croiseur blindé SMS Sankt Georg et les destroyers SMS Tátra et SMS Warasdiner sont également partis en renfort des croiseurs éclaireurs ennemis.
Dans la nuit du 3 au 4 septembre 1917, les destroyers italiens Nievo, Mosto et  français Bisson et Bory, le croiseur éclaireur Bixio (italien) et le croiseur HMS Weymouth (1911) (britannique) quittent Otrante pour escorter 6 torpilleurs et 8 canots à moteur britanniques qui doivent effectuer un raid contre Kotor. Toutefois, l'attaque doit être interrompue et reportée en raison de la dégradation des conditions météorologiques.
Le 19 octobre de la même année, l'unité quitte Brindisi avec les éclaireurs Aquila et Sparviero, les croiseurs britanniques HMS Gloucester (1909) et HMS Newcastle (1909) et les destroyers français Commandant Rivière, Bisson, Commandant Bory et italiens Indomito et Missori pour rejoindre d'autres unités italiennes à la poursuite d'un groupe de navires austro-hongrois (éclaireur SMS Helgoland, destroyers SMS Lika, SMS Triglav, SMS Tátra, SMS Csepel, SMS Orjen et SMS Balaton) qui ont quitté Kotor pour attaquer des convois italiens. Le SMS Heligoland et le SMS Lika, n'ayant trouvé aucun convoi, naviguent en vue de Brindisi afin d'être poursuivis par les navires italiens et de les attirer dans la zone d'embuscade des sous-marins U 32 et U 40, mais après une longue poursuite qui a également vu quelques attaques aériennes sur les unités ennemies, tous les navires italiens rentrent au port sans dommage.
Le 10 mars 1918, on lui confie la tâche de remorquer la vedette-torpilleur MAS 100 qui, avec le MAS 99, remorqué par le destroyer Nievo, doit attaquer la marine autrichienne à Portorož. L'opération, reportée en raison du mauvais temps, est de nouveau interrompue le 16 mars en raison, toujours, du mauvais temps, puis le 8 avril parce que la reconnaissance aérienne a constaté que le port de Portorož était vide.
Le 2 juin 1918, le Mosto, son navire-jumeau Bronzetti et 4 avions qui ont décollé de Varano bombardent Lastovo .
Après 1918, le Mosto subit des modifications qui voient le remplacement des canons de 76 mm par 5 de 102 mm et l'embarquement de 2 canons antiaériens de 40 mm; le déplacement à pleine charge a augmenté à 900 tonnes.
En 1929, le navire est déclassé en torpilleur.
Lorsque l'Italie est entrée dans la Seconde Guerre mondiale, le Mosto fait partie du IXe escadron de torpilleurs (Cassiopea, Canopo, Nullo) basé à La Maddalena.
Il opère principalement le long de la côte nord-africaine en 1940-1941, et le long de la côte italienne en 1942-1943.
Du 18 au 21 avril 1941, le navire escorte de Palerme à Tripoli, avec les torpilleurs La Farina, Calliope, Climene et Orione (ces deux derniers rejoints plus tard) un convoi composé des vapeurs Isarco, Nicolò Odero et Maddalena Odero et des pétroliers, ajoutés plus tard, Luisiano et Alberto Fassio.
Le 9 juillet 1941, le Mosto (lieutenant de vaisseau (tenente di vascello) Aldo Crugnola) est amarré dans le port de Tripoli lorsque la ville libyenne est soumise à un bombardement aérien britannique: un des avions britanniques, abattu par des tirs anti-aériens, s'écrase sur le pont du torpilleur, causant de sérieux dommages.
À 13h00 le 28 mars 1942, le navire (désormais sous le commandement du capitaine de corvette (capitano di corvetta) Gerolamo Delfino) appareille de Patras et escorte, avec le croiseur auxiliaire Città di Napoli, le destroyer Sebenico et les torpilleurs Castelfidardo, Bassini et San Martino, un convoi composé des transports de troupes Galilea, Francesco Crispi, Italia et Viminale et des navires marchands Ardenza (ou Aventino) et Piemonte à destination de Bari. À 23h45, le navire quitte le port de Patras de ce même jour, le sous-marin britannique HMS Proteus (N29) torpille le Galilea et, tandis que le reste du convoi (à l'exception du Mosto, qui s'est arrêté pour larguer des grenades sous-marines et aider le Galilea) poursuit sa route, atteignant Bari le jour suivant, le Galilea coule à 3h50 du 29 mars à la position géographiquede 37° 04′ N, 20° 05′ E. Dans la catastrophe 995 hommes perdent la vie, tandis que les survivants ne sont que 319, dont environ la moitié sont recueillis par le Mosto,,,.
En mai 1943, le Mosto es fortement endommagé lors d'un bombardement aérien américain dévastateur (effectué par 92 bombardiers, et avec 294 victimes parmi la population civile) sur Livourne, au cours duquel de nombreuses unités marchandes et militaires sont coulées ou sérieusement endommagées.
À la proclamation de l'armistice du 8 septembre 1923 (Armistice de Cassibile), le Mosto se déplace d'abord à Palerme, un port aux mains des Alliés, puis, le 20 septembre 1943, à Malte, avec de nombreuses autres unités. Le navire retourne en Italie le 5 octobre.
Pendant la cobelligérance avec les Alliés (1943-1945), le Mosto est employé dans des missions d'escorte dans les eaux tunisiennes.
Désormais obsolète et usé par plus de trente ans de service, le Mosto est déclassé en 1953 pour devenir un dragueur de mines côtier mécanique, recevant le nom de code M 5353,.
Radié le 15 décembre 1958,, il est envoyé à la démolition.

## Sources
- (it) Cet article est partiellement ou en totalité issu de l’article de Wikipédia en italien intitulé « Antonio Mosto (cacciatorpediniere) » (voir la liste des auteurs).